# 埼玉県企業局
埼玉県企業局（さいたまけんきぎょうきょく）は、埼玉県の地方公営企業。県全域（秩父地方の一部を除く）への上水道供給事業、県南部の一部市（工業地帯）への工業用水供給事業、荒川水系における水力発電所建設事業、県北部を中心とした工業団地分譲事業を行う。さいたま市浦和区に本庁を置く。

## 事業

### 工業用水道事業
工業用水道事業は、工業用水の過剰な地下水汲み上げによる地下水位の低下による地盤沈下の弊害を防止する目的に創設され、昭和39年に柿木浄水場が、昭和43年に大久保浄水場が供給を開始した。昭和48年には、安定供給と施設の効率的運用を図るため、両浄水場で行なっていた事業を統合し、現在の南部工業用水道になった。現在、2つの浄水場から県南東部6市で約180の事業所に水を送り、産業の発展、地盤沈下の防止を担っている。
南部工業用水道の給水エリア
- 蕨市、戸田市、草加市及び八潮市の全区域並びにさいたま市及び川口市の区域の各一部

### 水道用水供給事業
水道事業は、大久保浄水場、庄和浄水場、行田浄水場、新三郷浄水場、吉見浄水場の5つの浄水場で処理した水をそれぞれの市町村へ、1日最大184m3ポンプ送圧方式により送っている。
県営水道の給水エリア
- さいたま市、川越市、熊谷市、川口市、行田市、所沢市、飯能市、加須市、本庄市、東松山市、春日部市、狭山市、羽生市、鴻巣市、深谷市、上尾市、草加市、蕨市、戸田市、入間市、朝霞市、志木市、和光市、新座市、久喜市、八潮市、富士見市、三郷市、蓮田市、幸手市、日高市、吉川市、ふじみ野市、白岡市、北足立郡伊奈町、入間郡三芳町、毛呂山町及び越生町、比企郡滑川町、嵐山町、小川町、川島町、吉見町、鳩山町及びときがわ町、児玉郡美里町、神川町及び上里町、大里郡寄居町、南埼玉郡宮代町、北葛飾郡杉戸町、越谷・松伏水道企業団、桶川北本水道企業団、坂戸、鶴ヶ島水道企業団並びに茨城県猿島郡五霞町

### 地域整備事業
地域整備事業は、工業団地を造成し分譲する事業を行っている。主に以下の団地を造成している。2000年代以降「田園都市産業ゾーン」と称する圏央道開通に合わせた工業団地を造成を進めており、分譲後相次いで完売したことから急きょ用地買収（行田市など）や圏央道以外での団地造成（寄居・上里など）が行われている。
- 草加工業団地
- 川越工業団地
- 越谷流通業務団地
- 秩父みどりが丘工業団地
- 騎西藤の台工業団地
- 本庄いまい台工業団地
- 加須下高柳工業団地
- 杉戸深輪工業団地
- 行田みなみ産業団地
- 妻沼西部工業団地
- 羽生下川崎工業団地
- 川本春日丘工業団地
- 嵐山花見台工業団地
- 川越第二産業団地
- 菖蒲南部産業団地
- 騎西城南産業団地
- 幸手中央地区産業団地
- 杉戸屏風深輪産業団地
- 加須IC東産業団地
- 寄居スマートIC美里産業団地
- 草加柿木フーズサイト
- 川越増形地区（仮称）産業団地
- 松伏・田島地区産業団地
- 久喜高柳地区産業団地

### かつて行っていた事業
電気事業
昭和35年、県営初の水力発電所として大洞第一発電所が営業運転を開始し、以来二瀬発電所、大洞第二発電所、玉淀発電所、浦山発電所、滝沢発電所を建設。年間約8,900万キロワット時の電力量を東京電力へ売電していた。2008年に東京電力グループの東京発電に事業を売却、撤退した。なお、各施設が立地する自治体においては、電源立地促進対策交付金、国有資産等所在市町村交付金が交付され、地域振興も担っている。

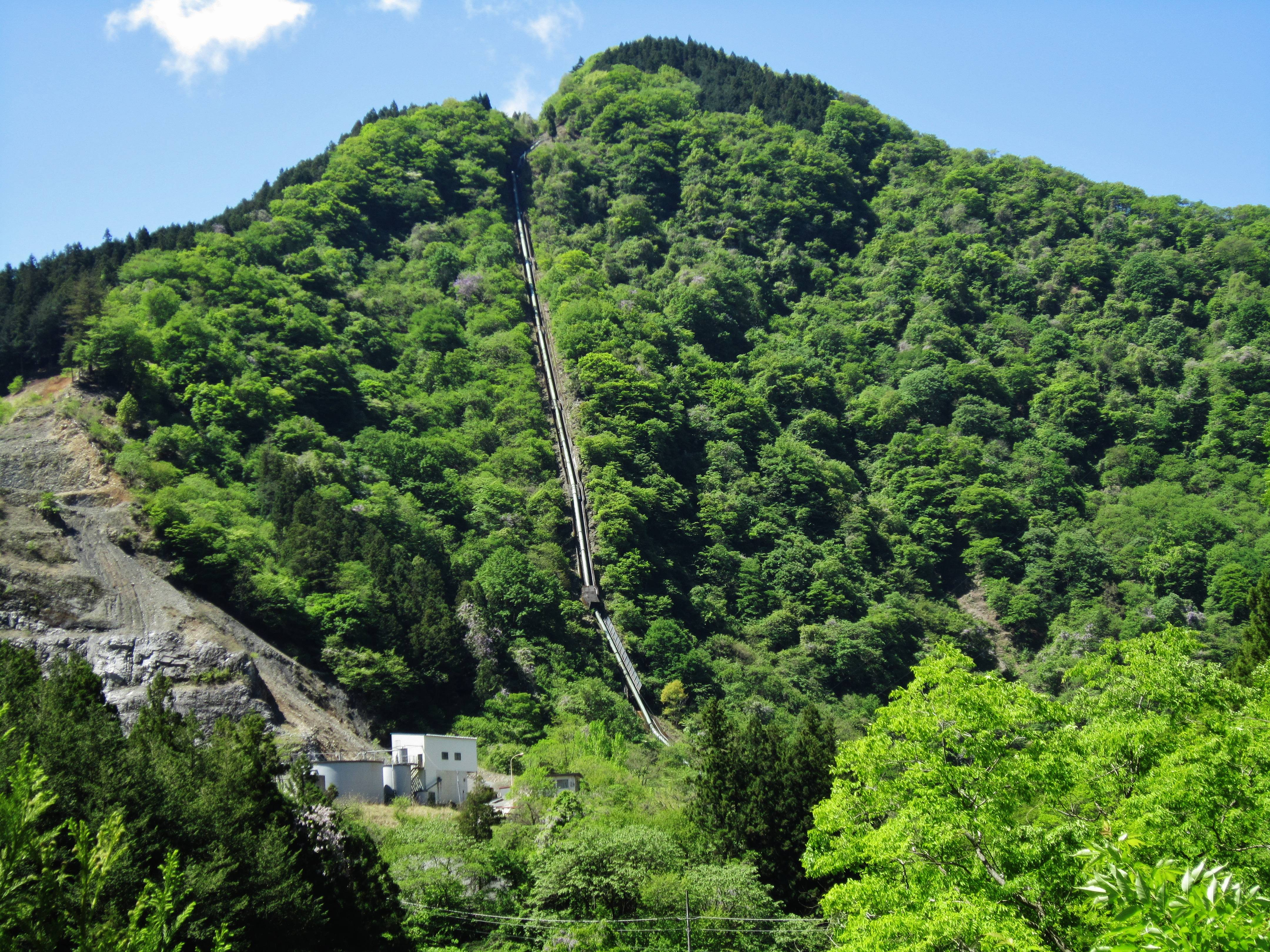
大洞第一発電所
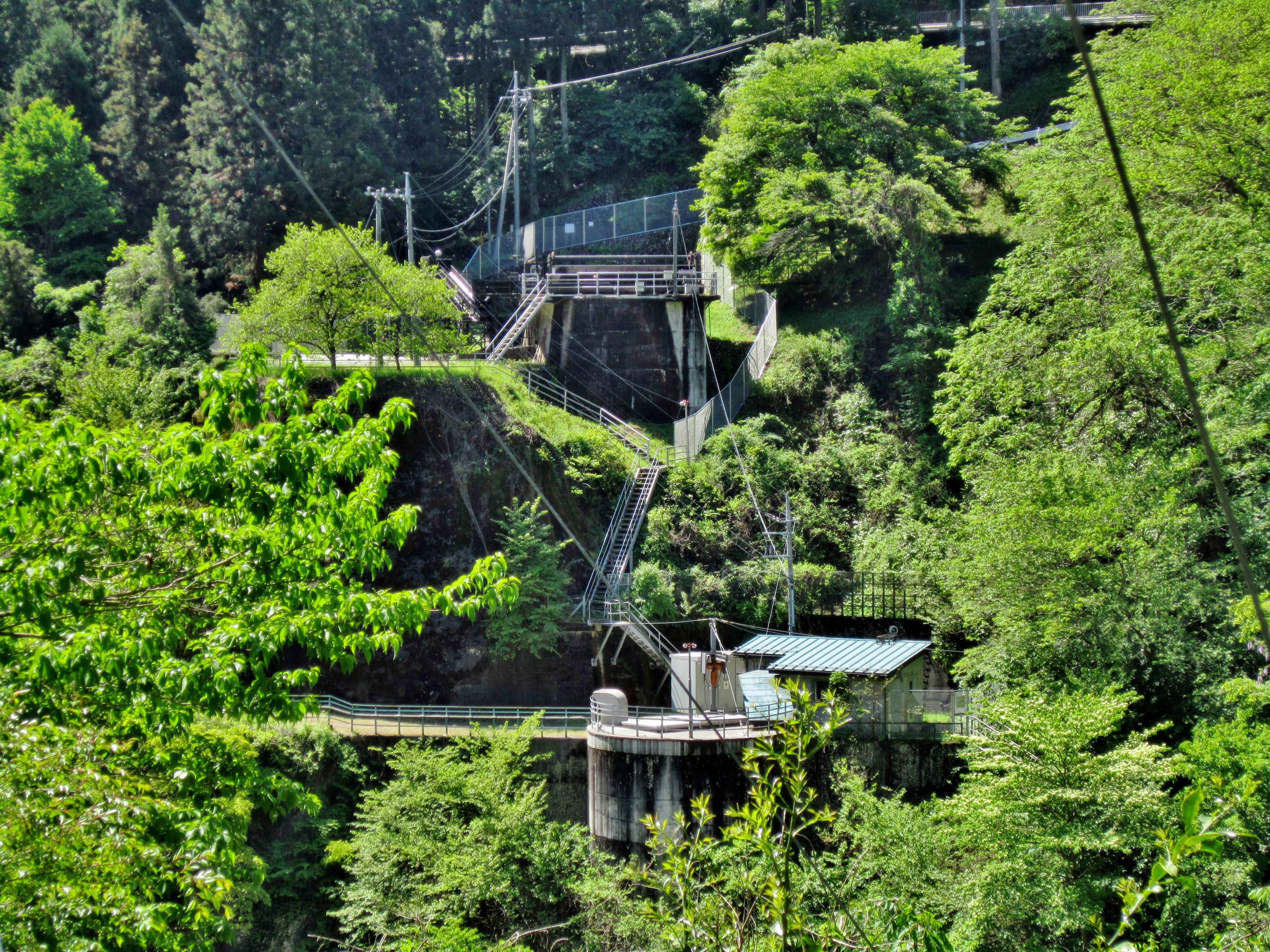
大洞第二発電所
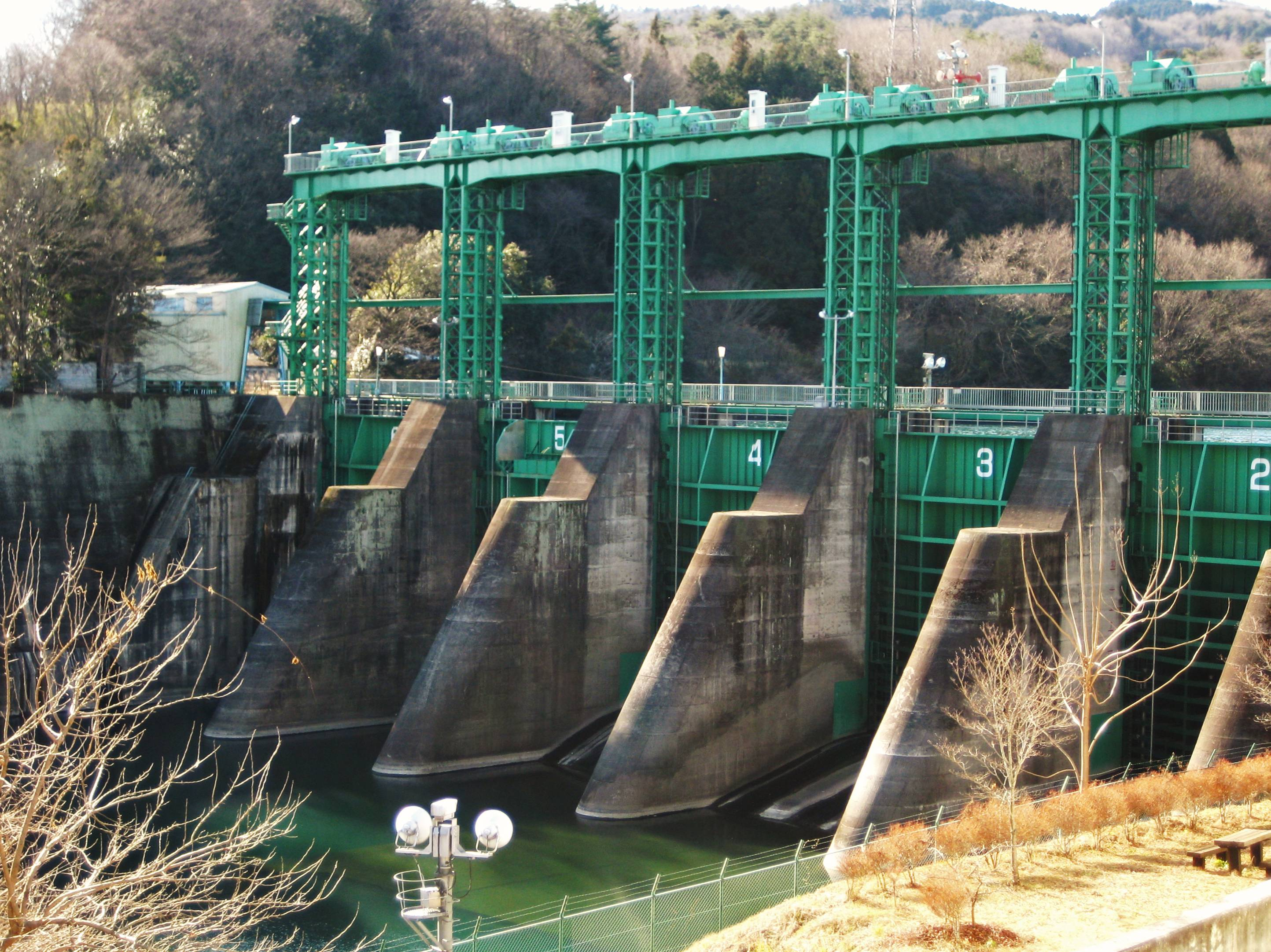
玉淀発電所
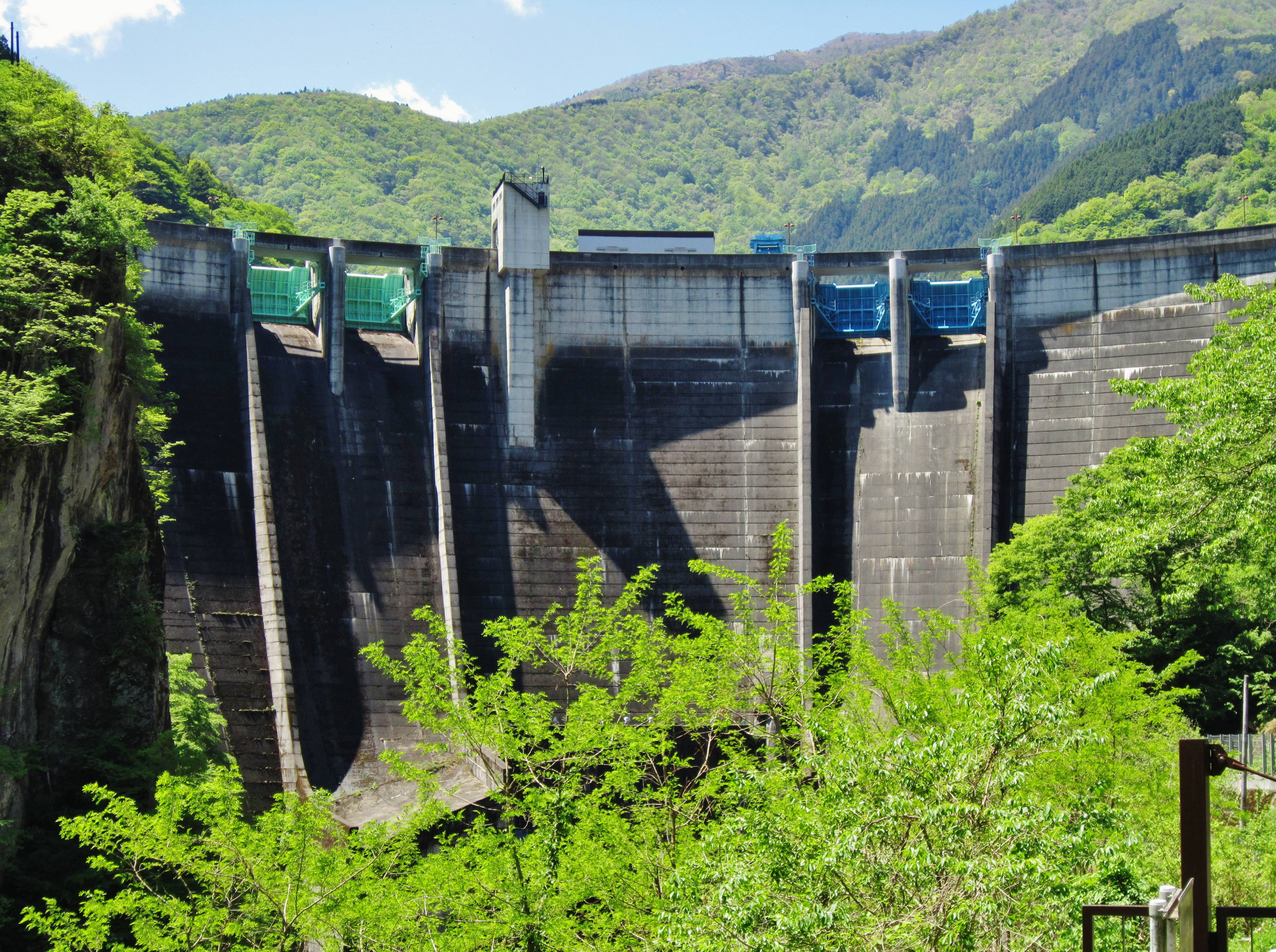
二瀬発電所
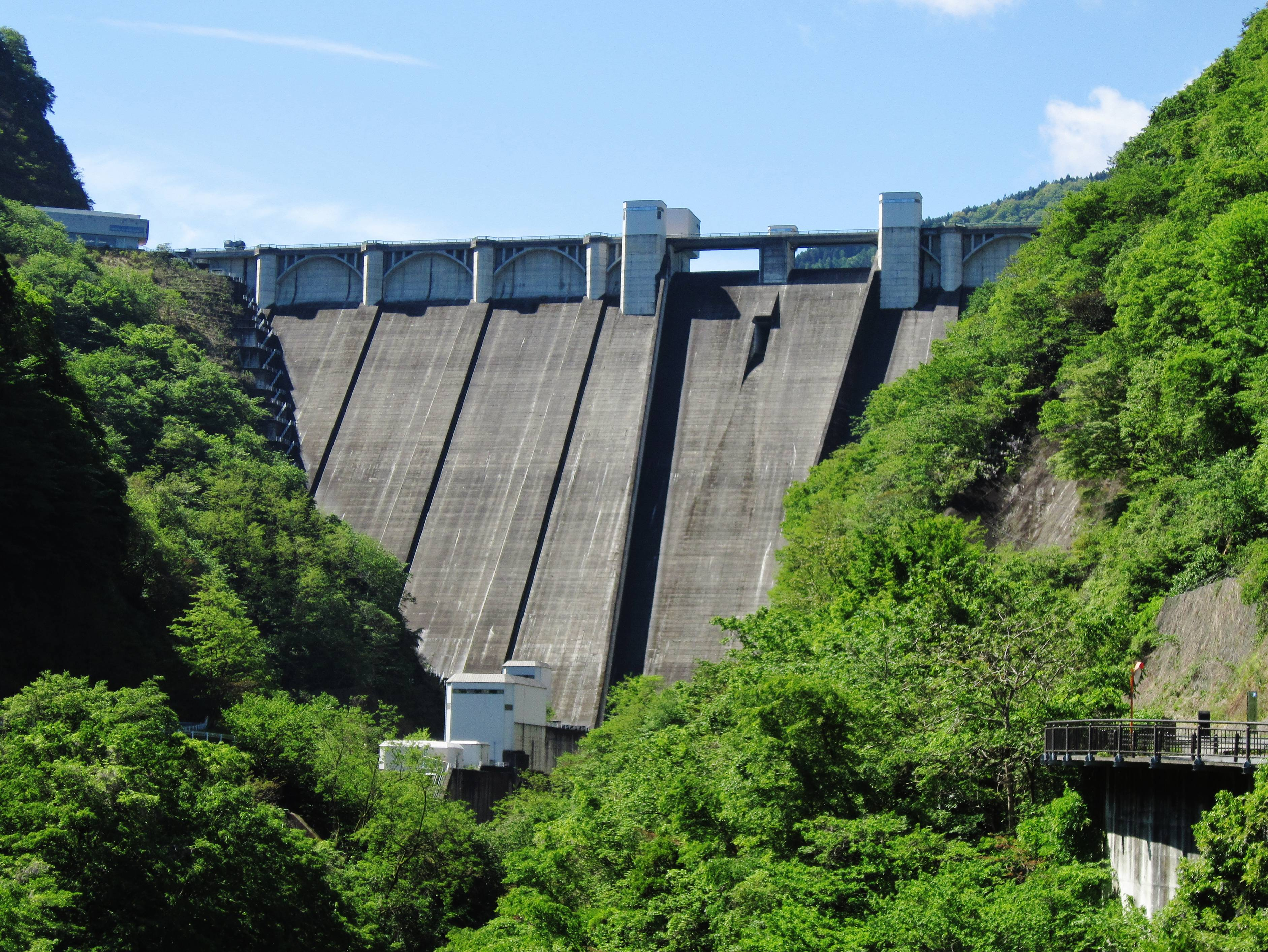
浦山発電所

## 沿革
- 1955年（昭和30年） - 埼玉県土木部県営発電所事業室を設置
- 1960年（昭和35年） - 電気事業に地方公営企業法適用、埼玉県電気局を設置
- 1963年（昭和38年） - 埼玉県企業局を設置
- 1964年（昭和39年） - 工業用水道及び水道用水供給事業に地方公営企業法適用
- 1965年（昭和40年） - 宅地造成及び観光施設事業に地方公営企業法適用
- 1987年（昭和62年） - 宅地造成事業を土地開発整備事業に、観光施設事業をレクリエーション施設事業に改める
- 2000年（平成12年） - 土地開発事業とレクリエーション施設事業を統合し、地域整備事業を創設

## 組織
- 本庁
  - 管理部
    - 工事検査員

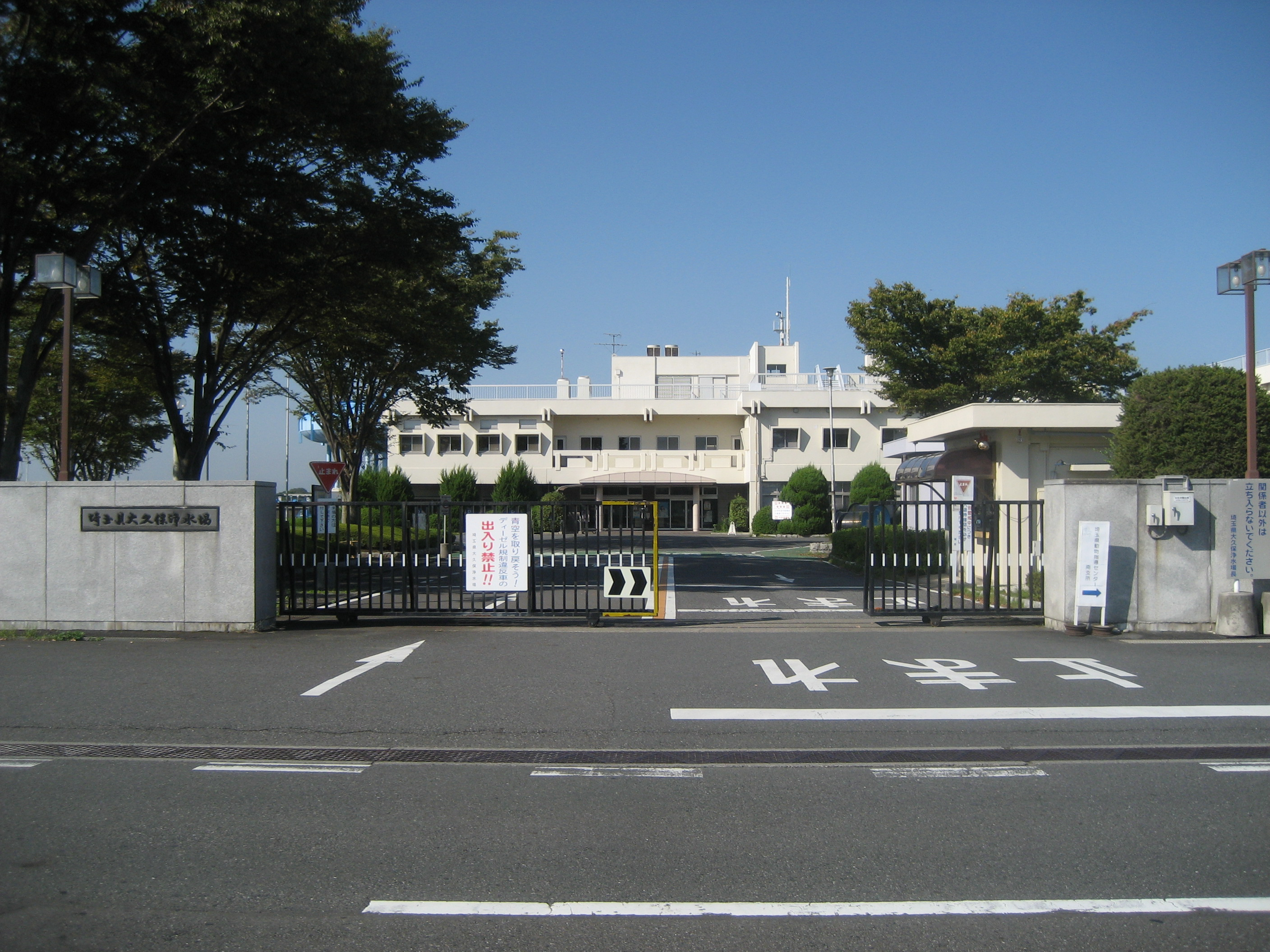
大久保浄水場

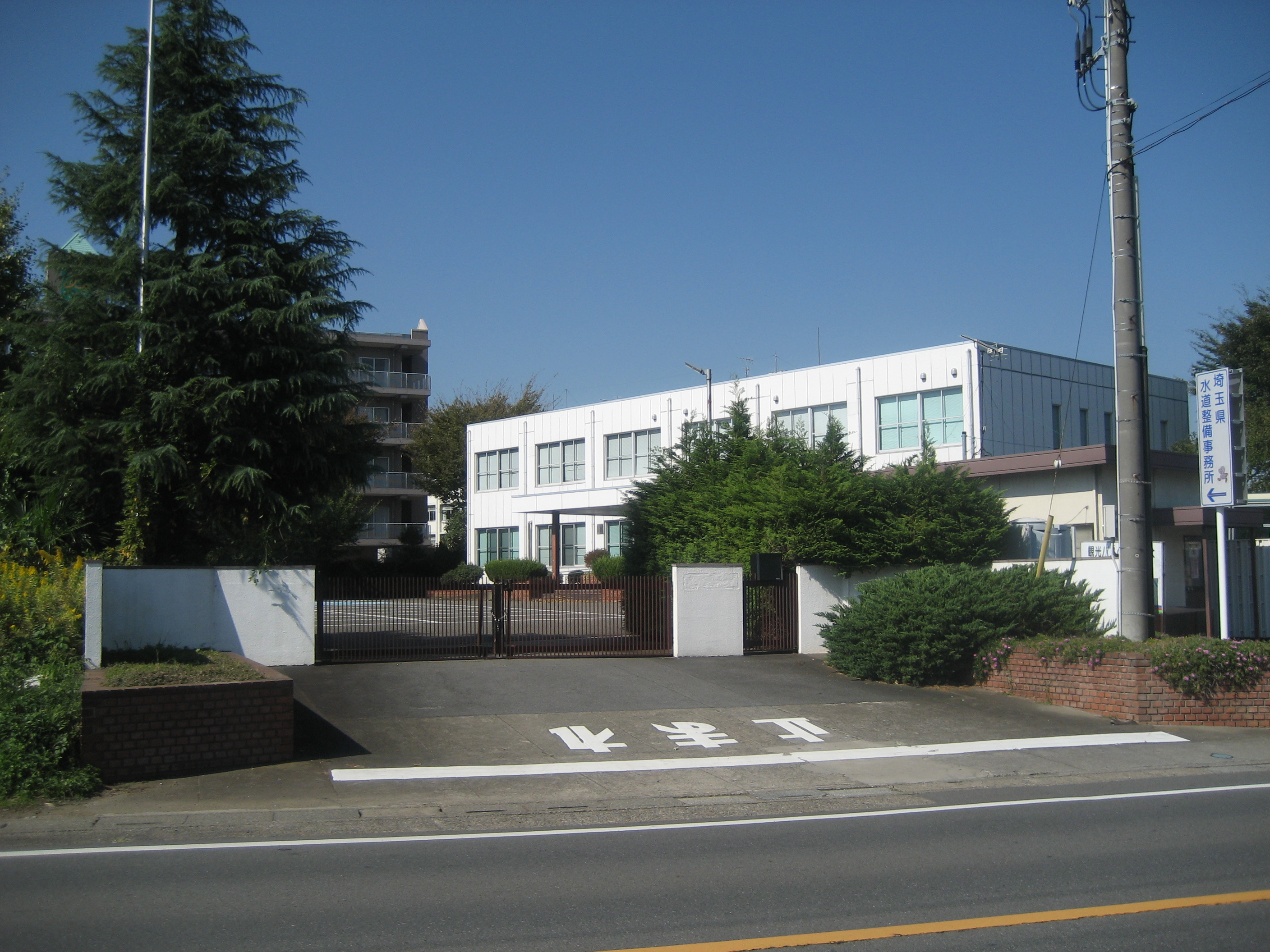
水道整備事務所

    - 総務課 - 総務・調整担当、職員担当、国際協力・人材開発担当
    - 財務課 - 予算・契約・出納担当、経理・管財担当
    - 地域整備課 - 管理・営業担当、計画・造成担当

  - 水道部
    - 水道企画課 - 業務・営業担当、企画・経営担当、水源計画担当、施設計画担当
    - 水道管理課 - 施設設備担当、施設管理担当、水運用・省エネ担当、水質担当

  - 契約局 - 企画担当、大規模工事担当、技術評価幹
- 地域機関
  - 地域整備事務所 - 総務用地担当、工事第一担当、工事第二担当
    - 地域整備事務所北部支所 - 総務用地担当、工事第一担当、工事第二担当

  - 大久保浄水場 - 総務部、運用管理部、電気施設部、機械施設部、水質部、工務部
  - 庄和浄水場 - 総務部、技術部、水質部、工務部
  - 新三郷浄水場 - 総務部、技術部、水質部、工務部
    - 柿木浄水場（管理運営は民間委託され、新三郷浄水場が統括している）

  - 行田浄水場 - 総務部、技術部、水質部、工務部
  - 吉見浄水場 - 総務部、技術部、水質部、工務部
  - 水質管理センター - 調査担当、監視・支援担当、検査担当
  - 水道整備事務所 - 総務用地担当、浄水場施設担当、送水施設担当、機電設備担当
    - 水道整備事務所鴻巣支所 - 総務用地担当、浄水場・送水施設担当、機電設備担当

## PR施設
- 各浄水場、発電総合事務所

## 市販商品
- 浄水発生土（園芸・植栽用）

水道管理課、大久保を除く各浄水場（1トン単位で販売）